# Новобуранное
Новобуранное — посёлок в Агаповском районе Челябинской области. Входит в состав Буранного сельского поселения.

## География
Через поселок течет река Гумбейка. На расстоянии 31 км расположен районный центр село Агаповка.

## История
Поселок основан казаками в 1910 году в станице Буранной Верхнеуральского уезда Оренбургской губернии. В конце 1920-х годов организован колхоз им. Ленина. В 1957 году он вошёл в состав совхоза «Буранный», став 7-м его отделением.

## Население
| 1970 | 1995 | 2002 | 2010 |
| ---- | ---- | ---- | ---- |
| 353  | ↘335 | ↗342 | ↗381 |

## Улицы
- Зеленая,
- Набережная,
- Новая,
- Центральная.

## Инфраструктура
- Фельдшерско-акушерский пункт,
- детский сад.